# Jewelz & Scott Sparks
Jewelz & Sparks (anciennement Jewelz & Scott Sparks) est un duo de disc jockeys et producteurs allemands formé en 2011.
Le duo basé à Essen est essentiellement connu pour leur collaboration avec Quilla sur le single Unless we forget, sorti sur Revealed Recordings en janvier 2014 ou encore Pharaoh, sorti quelques mois plus tard.
Les deux singles se classèrent 13e et 20e du top 100 mis en ligne par Beatport.

## Discographie

### Singles
| Année | Titre                                           | Label                |
| ----- | ----------------------------------------------- | -------------------- |
| 2012  | Toxic Rush                                      | Flamingo Recordings  |
| 2012  | Flashbang                                       | Flamingo Recordings  |
| 2012  | Hot Rod / White Sund                            | Flamingo Recordings  |
| 2012  | NYMSN                                           | Cr2 Records          |
| 2014  | Cargo                                           | Cr2 Records          |
| 2014  | Unless We Forget                                | Revealed Recordings  |
| 2014  | Pharaoh                                         | Revealed Recordings  |
| 2014  | Kingdom                                         | Doorn Records        |
| 2014  | Motor                                           | Fly Eye              |
| 2014  | Dope                                            | Flamingo Recordings  |
| 2015  | Parade 98                                       | Fly Eye              |
| 2015  | Mental                                          | Darklight Recordings |
| 2015  | Robotic (avec Fedde Le Grand)                   | Darklight Recordings |
| 2015  | I Can Fly                                       | Musical Freedom      |
| 2016  | Drip                                            | Maxximize Records    |
| 2016  | Hoe (avec D.O.D)                                | Doorn Records        |
| 2016  | Crank (avec HWL)                                | Revealed Recordings  |
| 2016  | Into The Blue (avec Pearl Andersson et Sarazar) | Warner Music Germany |
| 2017  | Grande Opera                                    | Revealed Recordings  |
| 2017  | Parallel Lines (avec Catze)                     | Revealed Recordings  |
| 2017  | Echoes of Us (avec Jess Thristan)               | Nitron Music         |
| 2018  | Safari (avec Hardwell)                          | Revealed Recordings  |

### Remixes
- 2014 : Benny Benassi, The Biz - Satisfaction (Jewelz & Scott Sparks Remix) [d:vision records]
- 2014 : Fedde Le Grand - Rockin' N' Rollin' (Jewelz & Scott Sparks Tomahawk Mix) [Musicheads Electro]
- 2015 : Shermanology, Dannic - Wait For You (Jewelz & Sparks Remix) [Revealed Recordings]